# Bauchlagerung (Therapie)
Die Bauchlagerung ist eine medizinische Maßnahme aus dem Bereich der kinetischen Therapien. Dabei wird der Patient für mehrere Stunden um 180° von der Rückenlage ausgehend gedreht, bei inkompletter Bauchlage zwischen ca. 135° und 180°.
Diese Therapieform wird in der Intensivmedizin bei verschiedenen Arten des Lungenversagens eingesetzt, wenn unter einer Beatmungstherapie keine ausreichende Sauerstoffanreicherung des Blutes erzielt wird.

## Indikationen
Die Bauchlagerung sollte bei Patienten mit schwerem akuten Lungenversagen (Acute Respiratory Distress Syndrome, ARDS oder ALI) eingesetzt werden, wenn bisherige Versuche, die Sauerstoffsättigung des Blutes zu verbessern, gescheitert sind.
Im Auftrag der Deutschen Gesellschaft für Anästhesiologie und Intensivmedizin wurden dazu von der AWMF-Leitlinien zur Lagerungstherapie verfasst. Danach wird die Bauchlagerung für Patienten mit ARDS und lebensbedrohlichem Sauerstoffmangel (Horovitz-Quotient < 150) (Evidenzgrad 1 a, Empfehlung Grad A) empfohlen. Bauchlagerung kann auch erwogen werden bei Patienten mit ALI/ARDS und nicht-lebensbedrohlicher Hypoxämie (Empfehlung Grad 0).
Auslöser für das akute Lungenversagen können sein: Pneumonie, Sepsis, Massentransfusion, Trauma, Inhalationstrauma, postoperative Komplikationen.

## Kontraindikationen
Absolute Kontraindikationen zur Bauchlagerung sind:
- akutes Schocksyndrom
- instabile Wirbelsäule
- Bradyarrhythmie
- Lysetherapie
- starke Blutungen.

Relative Kontraindikationen zur Bauchlagerung sind:
- schwere Mittelgesichtsfrakturen
- akutes/offenes Abdomen
- instabiler Thorax
- Akutes Schädelhirntrauma

Weiterhin kann z. B. Adipositas o. ä. gegen die Bauchlagerung sprechen, je nachdem welche Lagerungshilfsmittel zur Verfügung stehen. Die Bauchlagerung bedarf der ärztlichen Anordnung.

## Wirkungsweise
Bei der Bauchlagerung verringert sich der Pleuradruck, sodass sich Belüftung und Durchblutung der Lunge verbessern. Außerdem wird durch die Bauchlagerung die Atemmechanik erleichtert, die Dynamik des Zwerchfells gesteigert und die Wiedereröffnung dorsobasaler Lungenareale begünstigt. Dadurch reduziert sich die intrapulmonale Shuntfraktion. Zwar bilden sich nach einiger Zeit im ventralen Lungenbereich in der Bauchlage Atelektasen, die aber weniger dramatisch sind und sich nach Umlagerung problemlos wiedereröffnen. Außerdem verbessert die Bauchlagerung die Sekretolyse. Wenn der Patient korrekt gedreht wurde, liegt der Bauch frei. Dadurch reduziert sich der Bauchinnendruck und die Mobilität des Zwerchfells verbessert sich.
Der positive Effekt der Bauchlagerung kann sich direkt nach der Umlagerung einstellen oder erst nach Stunden. Der Patient sollte 12 bis 16 Stunden in der Bauchlage verbringen. Wenn die Sauerstoffsättigung nach Rücklagerung und einer Pause von vier Stunden nicht wieder rückläufig ist, kann die Maßnahme beendet werden; anderenfalls wird nach Möglichkeit ein erneuter Versuch unternommen.

## Risikofaktoren
Dislokation von z. B. Endotrachealtubus oder intravenösen Kathetern, Ödeme, Druckgeschwüre im Gesichtsbereich, an Brust oder Knien.
Als Alternativen wären zu erwähnen: nearside-prone-position (135°-Lage), kinetische Therapie in speziellen Intensivbetten, die eine ununterbrochene Drehung des Patienten ermöglichen oder sogar eine Drehung in Bauchlage („Sandwich-“ oder „Rotationsbett“).

## Vorgehen
Der Patient muss vor einer Bauchlagerung vorbereitet werden: Dazu werden unter anderem Augen- und  Mundpflege durchgeführt und anschließend die geschlossenen Augenlider abgeklebt, Zugänge und Ableitungen fixiert sowie nach Notwendigkeit unterpolstert. Nicht dringend erforderliche Kabel, Elektroden u. ä. werden entfernt. Falls der Patient über eine Magensonde ernährt wird, muss die Nahrungs- bzw. Flüssigkeitszufuhr gestoppt werden; da zur Entlastung während der Bauchlagerung Sekret über die Sonde ablaufen soll, wird daran ein Auffangbeutel befestigt. Der Patient erhält Medikamente zur Ruhigstellung und ggf. zur Entspannung der Muskulatur. Notwendige Materialien zur Positionierung und für einen möglichen Notfall werden bereitgelegt, beatmungsrelevante Messwerte, Geräte und Monitoring kontrolliert und angepasst.
Die Durchführung erfordert mehrere Fachpflege- bzw. Pflegefachpersonen und mindestens einen Arzt. Das Team legt die anzuwendende Lagerungstechnik, das Kommando und die jeweilige Zuständigkeit der einzelnen Mitarbeiter für die anstehenden Aufgaben fest.
Nach der Umlagerung werden sämtliche Zu- und Ableitungen auf korrekten Sitz sowie Funktionstüchtigkeit hin überprüft. Außerdem wird u. a. kontrolliert, ob dekubitusgefährdete Körperstellen des Patienten entlastend und der Bauch frei gelagert sind.